# خالصتان

پرچم پیشنهادی برای خالصتان.

خالصتان (به پنجانی: ਖ਼ਾਲਿਸਤਾਨ) یا جنبش خالصستان (خالستان) نام گروهی سیاسی و جدایی‌طلب در ایالت پنجاب هند است که قصد برپایی کشوری جداگانه و ویژه برای سیک‌ها به نام خالصتان در این ایالت را دارد.
جنبش خالصتان در دهه‌های ۱۹۷۰ و ۱۹۸۰ در ایالت پنجاب هند اوج گرفت، سیک‌ها در این ایالت اکثریت دارند و پنجاب خاستگاه این مذهب است.
خالصتان یعنی سرزمین خالْصْه‌ها که به معنای «پاک بودن» است.

## پیشینه
در دهه ۱۹۲۰، بر اثر اوج‌گیری مبارزات ملی و طرح مسئله کنترل معابد سیک‌ها، درگیری‌هایی میان سیک‌ها و عوامل دولتی رخ داد که منجر به ناامنی و آشوب در امریتسار گردید. در دهه‌های بعد و همزمان با استقلال هند در ۱۹۴۷م/۱۳۲۶ش، زمینه برای ایجاد ایالت مستقل سیک‌ها به نام خالصتان مهیا شد و به سبب درگیری‌هایی میان مسلمانان، هندوها و سیکها، امریتسار متحمل خسارات و خرابی‌های بسیاری گردید.
در دوره نخست‌وزیری ایندیرا گاندی، در نخستین ماه‌های ۱۹۸۴م، در پی فعالیت‌های استقلال‌طلبانه افراطیون سیک اغتشاشاتی در امریتسار به وقوع پیوست و به دنبال آن، افراطیون به ذخیره کردن سلاح در معبد طلایی پرداختند. دولت هند در شب ۵ ژوئن ۱۹۸۴م/۱۶ خرداد ۱۳۶۳ش دستور داد نظامیان وارد محوطه معبد امریتسار شوند که با آتش سنگین مدافعان معبد روبه‌رو گردیدند. مقاومت دو روز بعد، درهم شکست. در این فاجعه ۵۵۴ نفر از مدافعان و اهالی شهر کشته، و ۱۲۱ نفر زخمی شدند. تلفات نظامیان ۹۲ کشته، و ۲۷۸ مجروح اعلام شد. به دستور ایندیرا گاندی در ۲۵ سپتامبر همان سال، ارتش از معبد طلایی خارج شد.